# Флаг Оби
Флаг муниципального образования «Город Обь» Новосибирской области Российской Федерации.
Флаг утверждён 30 сентября 2004 года и внесён в Государственный геральдический регистр Российской Федерации с присвоением регистрационного номера 1596.

## Описание
«Флаг города Обь представляет собой прямоугольное полотнище с отношением ширины к длине 2:3, воспроизводящее гербовую композицию, смещённую к древку, состоящую из четырёх вертикальных неравных полос: белой в 2/9 длины полотнища, красной в 1/12, жёлтой в 1/12 и зелёной в 11/18. В крыже поверх красной и жёлтой полос — изображение жёлтого лёта в 1/2 длины полотнища. Белая полоса пересечена посередине горизонтальной синей полосой в 1/5 ширины полотнища, зелёная — белой полосой такой же ширины».

## Символика флага
Флаг города Обь разработан на основе герба.
Полосы белого и зелёного цвета, подчёркивают природные богатства, окружающие город. Зелёный цвет традиционно связывают с природой, экологией, здоровьем, жизненным ростом, белый цвет говорит о бескрайних сибирских просторах. Белый цвет (серебро) в геральдике символизирует чистоту, искренность, чистосердечность, благородство.
Река Обь, давшая название городу, отражена в виде горизонтальной полосы. Перемена цвета реки означает два её состояния — летом и зимой. Синий цвет — символ истины, чести и добродетели, чистого неба и водных просторов.
Город Обь в настоящее время является крупнейшим транспортным узлом Сибири. На флаге красная и жёлтая полосы показывают проходящие через город железнодорожную Транссибирскую магистраль и автодорогу Челябинск — Чита.
Геральдической фигурой — лётом (стилизованное изображение крыльев) отражена роль города как международного воздушного порта.
Красный цвет — символ жизненной силы, труда, мужества и стойкости.
Жёлтый цвет (золото) — символ постоянства, прочности, знания, интеллекта.